# Лукашівка (Чорнобаївська селищна громада)
Лукаші́вка — село в Україні, у Золотоніському районі (до 2020 р. у Чорнобаївському районі) Черкаської області. Входить до складу Чорнобаївської селищної громади. Загальна площа колишньої сільської ради — 43,241 км². Розташоване за 20 км від центру громади — селища Чорнобай.

## Населення
За даними перепису 2001 року в селі мешкало 949 осіб.

### Мовний склад
Рідна мова населення за даними перепису 2001 року:
| Мова       | Чисельність, осіб | Доля     |
| ---------- | ----------------- | -------- |
| Українська | 924               | 97,37 %  |
| Російська  | 23                | 2,42 %   |
| Інше       | 2                 | 0,21 %   |
| Разом      | 949               | 100,00 % |

## Історія
Село відоме з першої половини 17 століття. Першими поселенцями були кріпаки з села Войківка Чернігівської губернії, переселені сюди поміщиком, тому село спочатку називалось Войківкою, а згодом Лукашівкою.
Селище було приписане до Михайлівської церкви у Малій Буршці.
Є на мапі 1816 року як Завойківщина
На кінець XIX — початок XX століття Лукашівка входила до Великобурімської волості Золотоніського повіту. Основним заняттям населення було землеробство.
На початку 20-х років у Лукашівці виникла сільськогосподарська комуна ім. К. Лібкнехта.
У 1926—1927 роках у Лукашівці виник ТСОЗ, до якого входило 28 сімей, на його основі з'явився колгосп «Перший крок» (голова П. К. Коваленко).
Тяжким випробуванням для селян став голодомор 1932—1933 років, під час якого в Лукашівці померло 85 осіб.
Напередодні Німецько-радянської війни Лукашівська і Григорівська комуни об'єдналися в колгосп ім. Леніна.
У вересні 1941 року село було окуповано німецькими військами. Місцеві жителі під час окупації допомагали полоненим, які втікали з німецького табору, а потім переправляли їх до партизанів у Чубарів ліс. Відвоювали Лукашівку у вересні 1943 року. Відступаючи, вороги спалили школу.
В роки війни на фронт пішли 680 жителів села, 270 з них загинули, 45 нагороджені орденами та медалями СРСР. На їх честь в селі встановлено обеліск Слави.
Станом на 1972 рік в селі працювали восьмирічна школа, у якій навчалося 229 учнів, будинок культури із залом на 350 місць, бібліотека з фондом 18 тисяч книг, фельдшерсько-акушерський пункт. У Лукашівці містилася центральна садиба колгоспу ім. Леніна, який використовував 3818 га земельних угідь, у тому числі 3687 га орної землі. Колгосп займався вирощуванням зернових культур, було розвинуте тваринництво. Найвищого розквіту село набуло за головування Олексія Андрійовича Мироненка. Маючи високі доходи від сільськогосподарського виробництва та організаторські здібності він спрямовував значні кошти у розвиток сільської інфраструктури та соціальної сфери села.

### 21 століття
На території сільської ради працює господарство ПСП «Нива», створене у 2000 році в результаті реформування аграрного сектора економіки на базі агрофірми «Нива». Господарство зерно-бурякового напряму із розвинутим тваринництвом, має 5 виробничих дільниць, які розташовані в 5 селах сільської ради.
Для забезпечення соціальної сфери в межах сільської ради функціонують лікарська амбулаторія, відділення зв'язку, аптека, ветеринарна дільниця, філія Ощадбанку, будинок культури, клуб, бібліотека, фельдшерсько-акушерський пункт, навчально-виховний комплекс.